# Neocottus
Neocottus — рід скорпеноподібних риб родини Abyssocottidae. Включає два види, що є ендеміками озера Байкал.

## Види
- Neocottus thermalis Sideleva, 2002
- Neocottus werestschagini (Taliev, 1935)